# Соболєв Віктор Вікторович
Віктор Вікторович Соболєв (рос. Виктор Викторович Соболев; 2 вересня 1915 - 7 січня 1999) — радянський астрофізик, академік АН СРСР (1981).

## Наукова біографія
Родився в Петрограді.  У 1938 закінчив Ленінградський університет, там же в 1941 — аспірантуру.  З 1941 працює в Ленінградському університеті (з 1948 — професор, завідувач кафедрою астрофізики, в 1961-1962 був директором обсерваторії університету). 
Наукові роботи відносяться до теоретичної астрофізики.  Перші роботи присвячені фізиці газових туманностей.  У них запропонований метод визначення температур туманностей, заснований на розгляді енергетичного балансу електронного газу, з'ясовано роль світлового тиску в динаміці туманностей.  Інший цикл робіт присвячений вивченню нестаціонарних зірок.  Розробив теорію світіння рухомих середовищ і застосував її до з'ясування фізичних умов в оболонках зірок типів Вольфа—Райє, Be, нових і інших. Вказав, що через наявність градієнта швидкості фотони спектральних ліній отримують можливість виходити з глибоких шарів атмосфери безпосередньо, минаючи звичайний процес дифузії; цим радикально спрощується дослідження променевої рівноваги рухомих атмосфер.  Висловив ідею, що червоні гіганти і надгіганти мають гарячі ядра, оточені потужними атмосферами.  Основні результати цього циклу досліджень підсумовані в його монографії "Рухомі оболонки зірок" (1947, англ. пер. 1960).  У 1970-ті роки теорія рухомих оболонок зірок Соболєва отримала широке застосування при розробці послідовної теорії зоряного вітру.
У 1941 ввів у теорію утворення спектральних ліній наближення повного перерозподілу за частотами, що є основою сучасної теорії лінійчатих спектрів зірок, і в 1949 вперше отримав строгі рішення задачі про утворення ліній поглинання в спектрах зірок в цьому наближенні.  Великий ряд робіт присвячений теорії переносу випромінювання та її астрофізичним застосуванням.  Сформулював і вирішив в 1943 рівняння переносу випромінювання з урахуванням поляризації (для випадку релеївського розсіювання).  Вказав на можливість виявлення поляризації у затемнено-подвійних, один з компонентів яких — зірка раннього типу (ефект Соболєва—Чандрасекара).  Досліджував нестаціонарні поля випромінювання і дав застосування розвиненої ним теорії до пояснення ряду явищ при спалахах нових.  Запропонував імовірнісне тлумачення проблеми переносу випромінювання.  Перераховані результати викладені в його монографії «Перенесення променистої енергії в атмосферах зірок і планет» (1956, англ. пер. 1963). 
Детально досліджував асимптотичні властивості полів випромінювання при анізотропному розсіянні (глибокі шари атмосфери; випромінювання, що виходить з оптично товстого шару).  Істотно просунувшись вперед в розпочатому ще в 1940-ті роки в роботах В. А. Амбарцумяна і С. Чандрасекара побудові загальної теорії анізотропного розсіювання світла, Соболєв у 1960-і роки фактично завершив її створення.  Дав низку застосувань розвиненої ним теорії анізотропного розсіювання до визначення оптичних властивостей планетних атмосфер.  Результати всього цього циклу досліджень підсумував у книзі «Розсіювання світла в атмосферах планет» (1972, англ. пер. 1975).
Вів велику педагогічну роботу.  Автор стандартного підручника «Курс теоретичної астрофізики» (3-тє вид. 1985).  Творець ленінградської школи теорії переносу випромінювання. 
Голова Комісії з фізики зірок і туманностей Астрономічної ради АН СРСР (1958-1972).  З 1973 очолює Раду з підготовки астрономічних кадрів. 
Герой Соціалістичної Праці (1985).
Його ім'ям названий Астрономічний інститут ім. В. В. Соболєва в Петербурзі а також, астероїд головного поясу 2836 Соболєв, відкритий 22 грудня 1978 року.